# محوطه زیارت شیر سرخ
محوطه زیارت شیر سرخ مربوط به سده‌های اولیه دوران‌های تاریخی پس از اسلام است و در شهرستان زابل، بخش میانکنگی، روستای حاجی‌آباد ۲ واقع شده و این اثر در تاریخ ۷ مهر ۱۳۸۱ با شمارهٔ ثبت ۶۴۹۰ به‌عنوان یکی از آثار ملی ایران به ثبت رسیده است.